# Pettson és Findusz
A Pettson és Findusz (Pettson och Findus) egy 1984-től kiadott, gyerekeknek szóló könyvsorozat, melyet a svéd Sven Nordqvist írt és illusztrált. Egy Pettson nevű gazdáról szól, aki vidéken él macskájával, Findusszal. Findusz - macska létére - úgy viselkedik, mint egy ember: két lábon jár, illetve tud beszélni. A könyv sikeres volt, így több folytatást is megért. Az évek során több film és egy rajzfilmsorozat is készült a műből.

## Magyarul
- Mit főz ki Pettson és Findusz?; receptek Anne Tüllmann, ford. Csépányi Zsuzsanna, Szalay Zsuzsanna; General Press, Bp., 2006
- Pettson és Findusz kifestőkönyve; General Press, Bp., 2007
- Fedezd fel Pettson és Findusz farmját! Böngésző; General Press, Bp., 2012
- Mit főz ki Pettson és Findusz?; receptek Anne Tüllmann, ford. Csépányi Zsuzsanna, Szalay Zsuzsanna; 2. jav. kiad.; General Press, Bp., 2006